# Nadezhda Filipova
Nadezhda Filipova –en búlgaro, Надежда Филипова– (19 de octubre de 1959) es una deportista búlgara que compitió en remo como timonel. Participó en los Juegos Olímpicos de Moscú 1980, obteniendo una medalla de plata en la prueba de cuatro con timonel.

## Palmarés internacional
| Juegos Olímpicos | Juegos Olímpicos | Juegos Olímpicos | Juegos Olímpicos   |
| Año              | Lugar            | Medalla          | Prueba             |
| ---------------- | ---------------- | ---------------- | ------------------ |
| 1980             | Moscú (URSS)     | Medalla de plata | Cuatro con timonel |